# 愛知県道517号蟹江梅之郷線
愛知県道517号蟹江梅之郷線（あいちけんどう517ごう かにえうめのごうせん）は、愛知県海部郡蟹江町から同郡飛島村に至る一般県道である。

## 概要

### 路線データ
- 起点：愛知県海部郡蟹江町大字鍋蓋新田字二ノ割(現・愛知県海部郡蟹江町南一丁目)[1]
- 終点：愛知県海部郡飛島村大字梅之郷

## 沿革
- 1995年（平成7年）4月1日：認定[2]

## 通過する自治体
- 愛知県
  - 海部郡蟹江町
  - 同郡飛島村

## 接続する道路
- 愛知県道68号名古屋津島線・愛知県道516号平和蟹江線（蟹江町大字鍋蓋新田字二ノ割地内）

この間未開通
- 愛知県道70号名古屋十四山線（蟹江町大字鍋蓋新田字チノ割地内）

この間未開通
- （終点）